# Chevigny-en-Valière
Chevigny-en-Valière település Franciaországban, Côte-d’Or megyében. Lakosainak száma 409 fő (2022. január 1.). Chevigny-en-Valière Corgengoux, Meursanges, Palleau, Saint-Gervais-en-Vallière, Saint-Loup-Géanges és Saint-Martin-en-Gâtinois községekkel határos.

## Népesség
A település népességének változása:
| Lakosok száma | 165  | 195  | 235  | 248  | 321  | 329  | 358  | 378  | 391  | 409  |
|               | 1968 | 1982 | 1990 | 2006 | 2013 | 2015 | 2017 | 2019 | 2020 | 2022 |